# Saint-Loup (Manche)
Pour les articles homonymes, voir Saint-Loup.
Saint-Loup est une commune française, située dans le département de la Manche en région Normandie, peuplée de 678 habitants.

## Géographie
| Saint-Senier-sous-Avranches, Avranches | Saint-Senier-sous-Avranches | Saint-Ovin                 |
| Avranches                              | Saint-Loup                  | Saint-Quentin-sur-le-Homme |
| Saint-Quentin-sur-le-Homme             | Saint-Quentin-sur-le-Homme  | Saint-Quentin-sur-le-Homme |

### Hydrographie
La commune est située dans le bassin Seine-Normandie. Elle est drainée par le ruisseau du Moulinet, le fossé 01 de la Crocherie, le fossé 03 de la Porte, le ruisseau de la Porte et un autre petit cours d'eau,.
Le ruisseau du Moulinet, d'une longueur de 11 km, prend sa source dans la commune de Saint-Ovin et se jette  dans la Sélune à Val-Saint-Père, après avoir traversé cinq communes. 

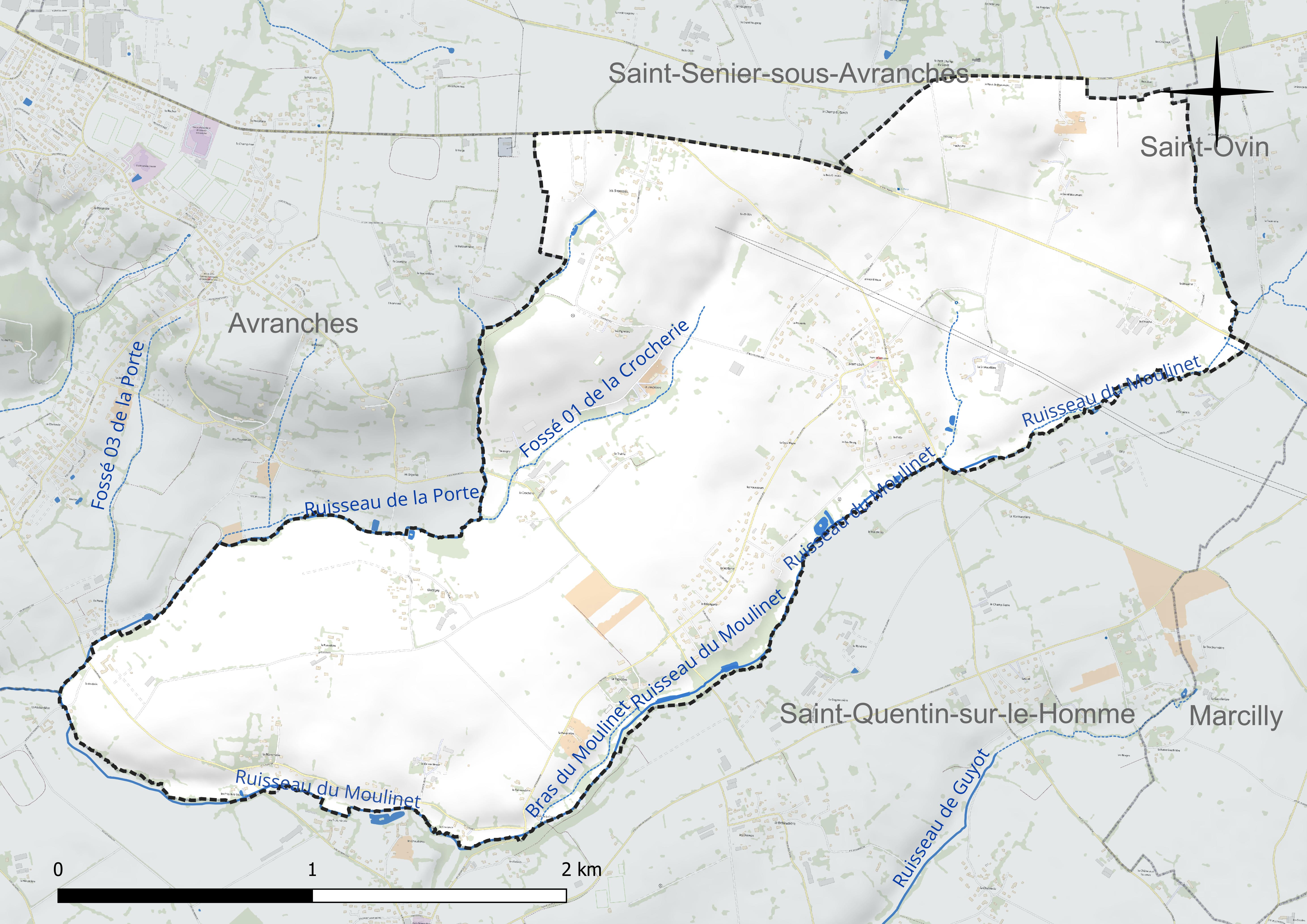
Réseau hydrographique de Saint-Loup.

### Climat
Pour des articles plus généraux, voir Climat de la Normandie et Climat de la Manche.
En 2010, le climat de la commune est de type climat océanique franc, selon une étude du CNRS s'appuyant sur une série de données couvrant la période 1971-2000. En 2020, Météo-France publie une typologie des climats de la France métropolitaine dans laquelle la commune est exposée à un climat océanique et est dans la région climatique  Bretagne orientale et méridionale, Pays nantais, Vendée, caractérisée par une faible pluviométrie en été et une bonne insolation. Parallèlement le GIEC normand, un groupe régional d’experts sur le climat, différencie quant à lui, dans une étude de 2020, trois grands types de climats pour la région Normandie, nuancés à une échelle plus fine par les facteurs géographiques locaux. La commune est, selon ce zonage, exposée à un « climat maritime », correspondant au Cotentin et à l'ouest du département de la Manche, frais, humide et pluvieux, où les contrastes pluviométrique et thermique sont parfois très prononcés en quelques kilomètres quand le relief est marqué.
Pour la période 1971-2000, la température annuelle moyenne est de 10,9 °C, avec une amplitude thermique annuelle de 11,9 °C. Le cumul annuel moyen de précipitations est de 910 mm, avec 13,9 jours de précipitations en janvier et 8,6 jours en juillet. Pour la période 1991-2020, la température moyenne annuelle observée sur la station météorologique la plus proche, située sur la commune de Saint-Hilaire-du-Harcouët à 18 km à vol d'oiseau, est de 11,5 °C et le cumul annuel moyen de précipitations est de 929,5 mm,. Pour l'avenir, les paramètres climatiques de la commune estimés pour 2050 selon différents scénarios d’émission de gaz à effet de serre sont consultables sur un site dédié publié par Météo-France en novembre 2022.

## Urbanisme

### Typologie
Au 1er janvier 2024, Saint-Loup est catégorisée commune rurale à habitat dispersé, selon la nouvelle grille communale de densité à sept niveaux définie par l'Insee en 2022.
Elle est située hors unité urbaine. Par ailleurs la commune fait partie de l'aire d'attraction d'Avranches, dont elle est une commune de la couronne,. Cette aire, qui regroupe 32 communes, est catégorisée dans les aires de moins de 50 000 habitants,.

### Occupation des sols
L'occupation des sols de la commune, telle qu'elle ressort de la base de données européenne d’occupation biophysique des sols Corine Land Cover (CLC), est marquée par l'importance des territoires agricoles (95 % en 2018), en diminution par rapport à 1990 (100 %). La répartition détaillée en 2018 est la suivante : terres arables (58,3 %), prairies (35 %), zones urbanisées (5 %), zones agricoles hétérogènes (1,7 %). L'évolution de l’occupation des sols de la commune et de ses infrastructures peut être observée sur les différentes représentations cartographiques du territoire : la carte de Cassini (XVIIIe siècle), la carte d'état-major (1820-1866) et les cartes ou photos aériennes de l'IGN pour la période actuelle (1950 à aujourd'hui).

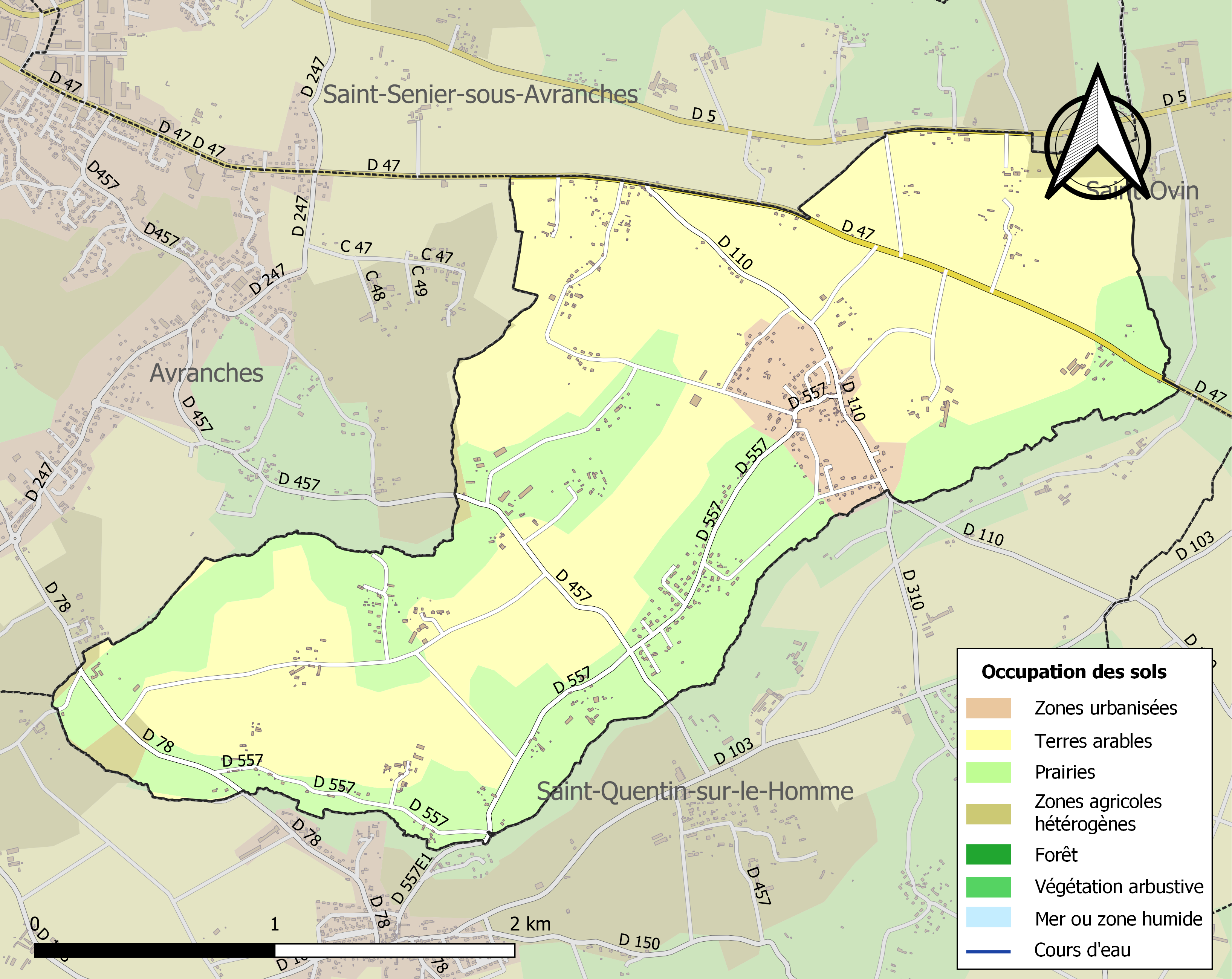
Carte des infrastructures et de l'occupation des sols de la commune en 2018 (CLC).

## Toponymie

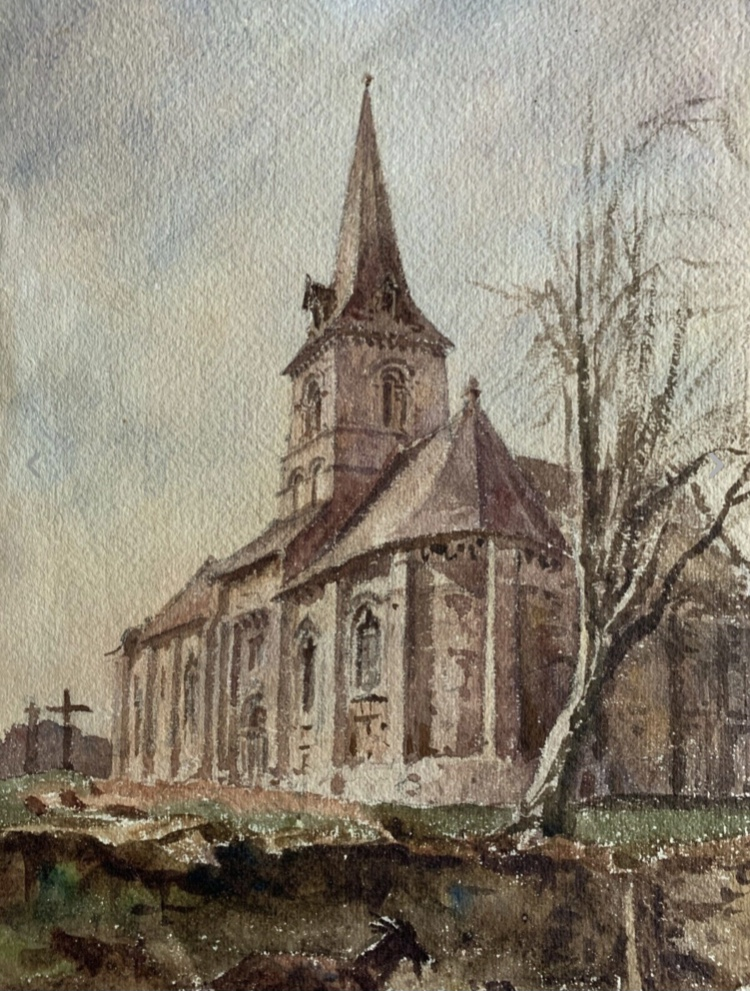
Église de Saint-Loup par John Louis Petit, 1854.

L'hagiotoponyme de la localité est attesté sous la forme Sancti Lupi en 1180.
Édouard Le Héricher attribuait l'origine du toponyme à Loup, évêque de Troyes plutôt qu'à son homonyme évêque de Lyon.
Au cours de la période révolutionnaire de la Convention nationale (1792-1795), la commune a porté le nom de Vertu.
Le gentilé est Lupéen.

## Histoire
Selon l'historien Édouard Le Héricher, un essai d'exploitation au XVIIIe siècle d'une mine de cuivre avait été tenté au lieu-dit le Bois-Grimault.

## Politique et administration
| Période                                  | Période       | Identité         | Étiquette | Qualité                              |
| ---------------------------------------- | ------------- | ---------------- | --------- | ------------------------------------ |
| mars 1989                                | novembre 2014 | Jean-Yves Bodin  | SE        | Employé de France Télécom            |
| février 2015                             | En cours      | Gérard Daligault | SE        | Retraité de la fonction territoriale |
| Les données manquantes sont à compléter. |               |                  |           |                                      |

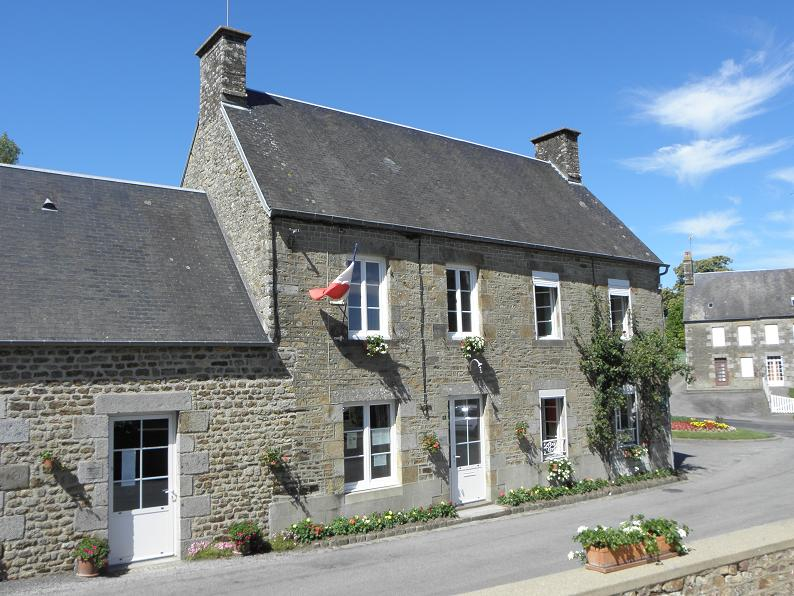
La mairie.

Le conseil municipal est composé de quinze membres dont le maire et trois adjoints.

## Démographie
L'évolution du nombre d'habitants est connue à travers les recensements de la population effectués dans la commune depuis 1793. Pour les communes de moins de 10 000 habitants, une enquête de recensement portant sur toute la population est réalisée tous les cinq ans, les populations de référence des années intermédiaires étant quant à elles estimées par interpolation ou extrapolation. Pour la commune, le premier recensement exhaustif entrant dans le cadre du nouveau dispositif a été réalisé en 2004.
En 2022, la commune comptait 678 habitants, en évolution de −6,22 % par rapport à 2016 (Manche : −0,31 %, France hors Mayotte : +2,11 %).
Saint-Loup avait compté jusqu'à 651 habitants en 1841, maximum dépassé à la fin des années 2000.
| 1793 | 1800 | 1806 | 1821 | 1831 | 1836 | 1841 | 1846 | 1851 |
| ---- | ---- | ---- | ---- | ---- | ---- | ---- | ---- | ---- |
| 601  | 627  | 542  | 570  | 626  | 625  | 651  | 637  | 586  |

| 1856 | 1861 | 1866 | 1872 | 1876 | 1881 | 1886 | 1891 | 1896 |
| ---- | ---- | ---- | ---- | ---- | ---- | ---- | ---- | ---- |
| 597  | 570  | 558  | 504  | 492  | 483  | 478  | 476  | 452  |

| 1901 | 1906 | 1911 | 1921 | 1926 | 1931 | 1936 | 1946 | 1954 |
| ---- | ---- | ---- | ---- | ---- | ---- | ---- | ---- | ---- |
| 434  | 424  | 424  | 348  | 366  | 347  | 357  | 361  | 341  |

| 1962 | 1968 | 1975 | 1982 | 1990 | 1999 | 2004 | 2006 | 2009 |
| ---- | ---- | ---- | ---- | ---- | ---- | ---- | ---- | ---- |
| 298  | 307  | 363  | 429  | 460  | 474  | 519  | 564  | 672  |

| 2014 | 2019 | 2022 | - | - | - | - | - | - |
| ---- | ---- | ---- | - | - | - | - | - | - |
| 715  | 679  | 678  | - | - | - | - | - | - |

## Lieux et monuments
- Église romane Saint-Loup du XIIe siècle, en granit et clocher à flèche de bois, classée au titre des monuments historiques par arrêté du 25 avril 1921[32]. Dominant le bourg, elle abrite plusieurs œuvres classées au titre objet aux monuments historiques[33] : autels secondaires et retables du XVIIe, des fonts baptismaux du XVIIe, une pietà du XVIe découverte le 12 janvier 1928 lors d'un chantier de réparation de l'église, tableau l'Adoration des mages du XVIIe, les statues de saint Gilles, saint Loup, Ange gardien et saint Michel terrassant le dragon du XVIIe, une tribune en bois du XVIIe, ainsi qu'une verrière de onze vitraux du XXe de Flandrin-Latron et de l'atelier Degusseau, et des pierres tombales des anciens seigneurs du lieux[24].
- Croix grecque du XVIIe siècle à l'intersection de la D 457 et chemin de Glatigny.
- Croix de cimetière du XVIIIe siècle.

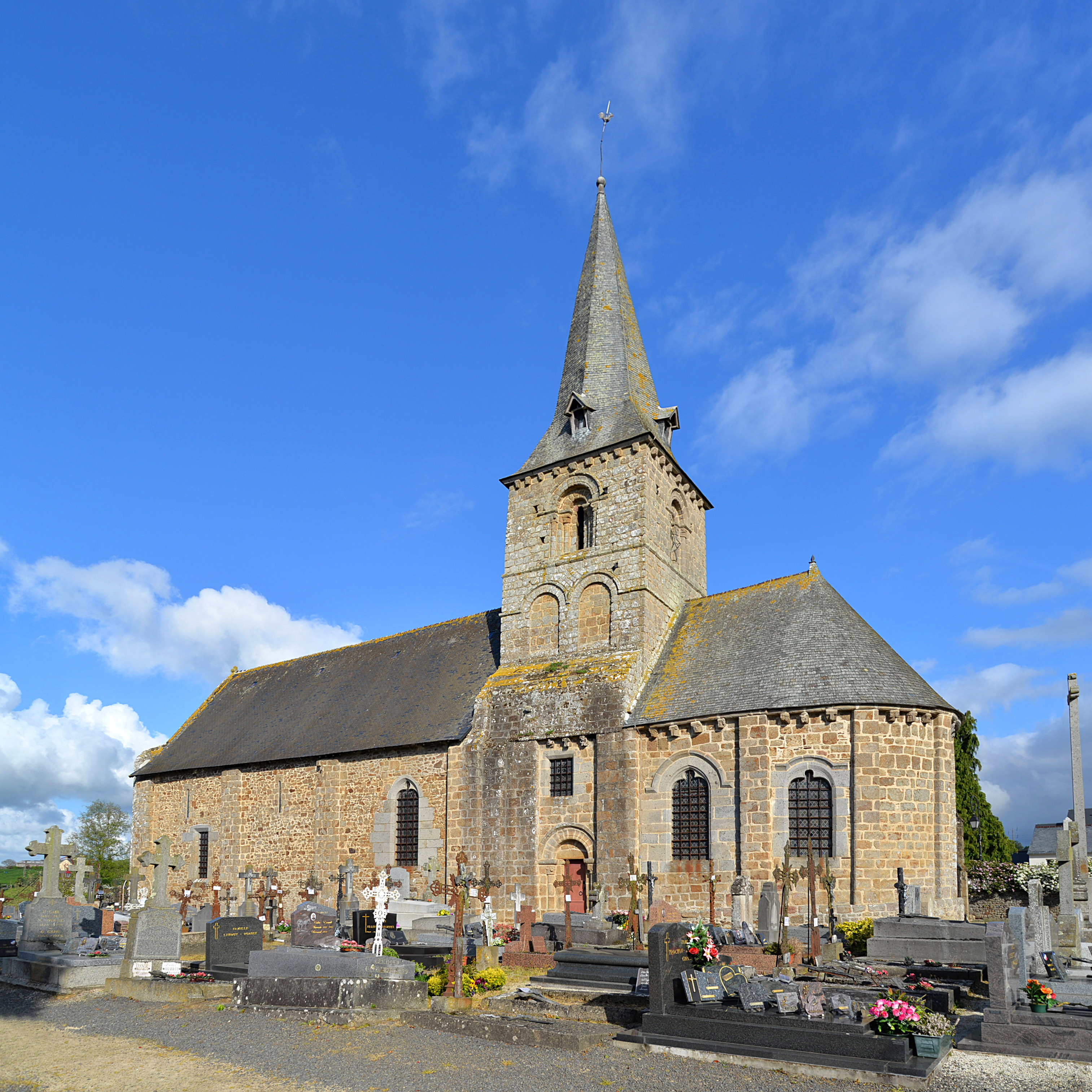
L’église Saint-Loup.
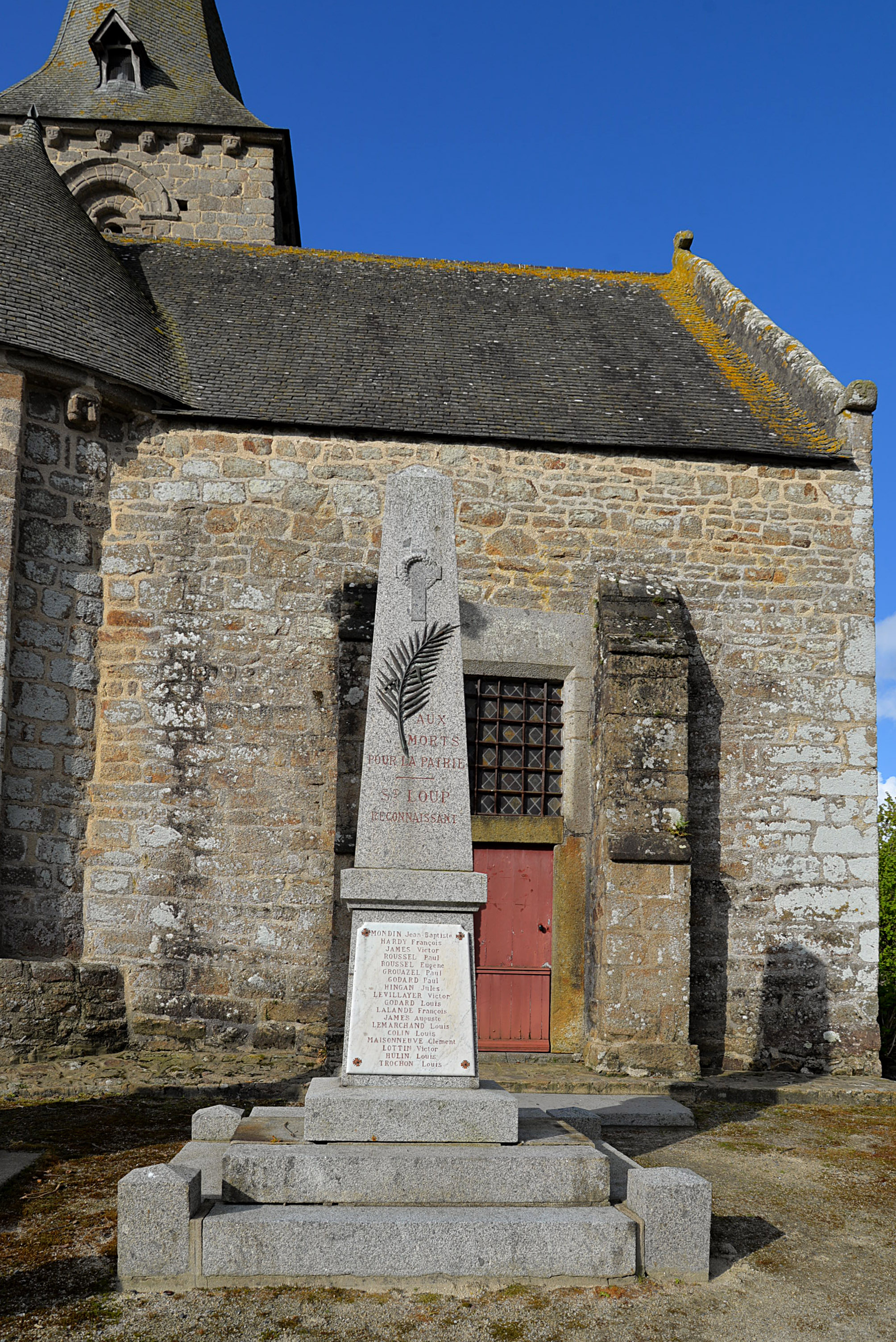
Le monument aux morts.

## Activité, label et manifestations

### Label
La commune est une ville fleurie ayant obtenu trois fleurs au concours des villes et villages fleuris.